# Carrefour (Film)
Carrefour ist ein von deutschen Exilanten unter der Führung von Kurt Bernhardt hergestelltes, französisches Spielfilmdrama aus dem Jahre 1938 mit Charles Vanel in der Hauptrolle eines Ganoven mit neuer Existenz und Otto Wallburg in seiner letzten Filmrolle als deutscher Lazarettarzt, der diesem unter Amnesie leidenden Kriegsversehrten wieder das Lesen, Schreiben und Sprechen beibringt.

## Handlung
Roger de Vetheuil, ein ebenso erfolgreicher wie wohlhabender Fabrikant, leidet unter Amnesie, seit er 1917 an der Somme-Front unter Granatfeuer geriet. Seitdem quält ihn seine Vergangenheit, weiß er doch nicht wirklich, wer er ist. Eines Tages aber holt ihn seine Vergangenheit ein, und die scheint nicht sonderlich rosig zu sein. Man wirft ihm vor, ein gesuchter Verbrecher namens Jean Pelletier zu sein. Pelletier und Vetheuil verschwanden zur selben Zeit im Dezember 1917 an ein und demselben Frontabschnitt. Als es zu einem Prozess gegen Pelletier kommt, belastet die Aussage einer gewissen Michèle Allain ihn schwer. Diese schwört Stein und Bein, dass Vetheuil in Wahrheit Pelletier und sie damals seine Geliebte gewesen sei. Der zwiespältige Lucien Sarroux wiederum sagt aus, dass er Pelletier in einem Hospital in Marokko, wo Pelletier als Fremdenlegionär gedient hatte, sterben sah. So kommt es zum Freispruch, und de Vetheuil glaubt sich als Sieger und meint, wieder in sein wohlanständiges, gutbürgerliches Ambiente zurückkehren zu können und seine Familie geschützt zu haben. Doch er irrt, denn Sarroux ist ein Ganove und ehemaliger Komplize Pelletiers. Er macht dem verdutzten Vetheuil klar, dass er, Sarroux, ihn selbstverständlich sofort als Pelleter wieder erkannt habe und nunmehr für sein Schweigen eine ordentliche, finanzielle Entlohnung verlange.
Nun begibt sich Vetheuil selbst auf Spurensuche, um das verdrängte Dunkel seiner ersten Existenz aufzuhellen. Er besucht Pelletiers Mutter, die sehr aufgewühlt erscheint, und auch Michèle, die ihn vor Gericht schwer belastet hatte. Schließlich beginnt er sich zu erinnern und beichtet seine Vergangenheit Ehefrau Anna. Beide sind seit zehn Jahren in Liebe zusammen, und daher steht Anna zu ihrem Mann, auch, um beider gemeinsamen Sohn zu schützen. Sarroux beginnt erneut Geld zu fordern, und schließlich kommt es deswegen zu einem Kampf beider Männer. Sarroux will mit Michèle, seiner Komplizin, fliehen, doch die Polizei stellt das Ganovenpärchen. Sarroux ist nun alles egal: er will vor der Polizei Vetheuils wahre Identität als Pelletier lüften, wird aber kurz zuvor von Michèle, die Pelletier noch immer liebt und daher seine jetzige Existenz nicht zerstört sehen will, erschossen. Anschließend richtet sie sich selbst. Auf dem Sterbebett revidiert sie ihre vor Gericht abgegebene, wahre Aussage und sagt nunmehr gegenüber dem sie befragenden Richter aus, dass Pelletier tatsächlich bereits 1917 gestorben sei. Nun endlich kann Pelletier alias Roger de Vetheuil ohne Sorge und Furcht für sich und seine kleine Familie in die Zukunft schauen.

## Produktionsnotizen
Gedreht wurde im April/Mai 1938 in Paris, die Uraufführung erfolgte am 26. Oktober 1938 ebenfalls in der französischen Hauptstadt. Angesichts der Fülle an diesem Film beteiligten deutschen Flüchtlingen aus Hitler-Deutschland wurde Carrefour für eine Aufführung im Reich nicht zugelassen.
Die Filmbauten stammen von Jean d’Eaubonne und Raymond Gabutti.
Carrefour gilt als der wichtigste französische Exilantenfilm deutsch-jüdischer Flüchtlinge vor dem Hitler-Regime. Beteiligt daran waren der Wormser Regisseur Kurt Bernhardt, sein ursprünglich aus Böhmen stammender Schwager Eugen Tuscherer, der den Film produzierte, der verfemte Komponist Paul Dessau, der die Filmmusik schrieb, der seit vier Jahren beschäftigungslose, einstige Starautor Robert Liebmann, der sich am Drehbuch beteiligte, sowie der Kollege Adolf Lantz, der hier als Schnittmeister untergebracht wurde und Berlins einstiger Starkomiker Otto Wallburg. Für ihn, Lantz und Liebmann sollte Carrefour die letzte Beschäftigung bei einem Film bedeuten. Liebmann und Wallburg, die, anders als der nach England übersiedelnde Lantz, anschließend auf dem europäischen Festland blieben, wurden während des Zweiten Weltkriegs Opfer des Holocausts.

## Kritiken
„Das Doppelgängermotiv, die gespaltene Psyche des Helden, erinnert an den deutschen expressionistischen Film der zwanziger Jahre wie auch an den amerikanischen film noir der vierziger Jahre, den CARREFOUR vorwegzunehmen scheint. Dennoch ist dieser melancholische Film ein französisches Melodram – und doch auch wieder nicht. Produziert wurde CARREFOUR von Eugène Tuscherer, der bis zu seiner Emigration 1933 in Deutschland als Produktionsleiter tätig gewesen war. Sein Schwager, Kurt Bernhardt, führte Regie. Bis zur Machtergreifung der Nationalsozialisten hatte Bernhardt erfolgreich in Deutschland als Regisseur gearbeitet und einige Filme zusammen mit Tuscherer gedreht. Für das Drehbuch von CARREFOUR zeichnete der Journalist Hans Kafka verantwortlich und als ungenannter Co-Autor Robert Liebmann, ein versierter Drehbuchschreiber. Ein weiterer Berliner, Adolf Lantz, besorgte den Schnitt. Alle drei hatten bis 1933 in der deutschen Filmindustrie gearbeitet und waren dann emigriert.“

„The tale unfolds with the interest of a well-planned mystery film and the mounting suspense of a man-hunt which is no less inexoraable because the hunter and the hunted are one. De Vetheuil is his own Javert, his own Valjean, his own crime. Were it not for his author's pity for the relentless truth-seeker he had created, he should also have served as his own judge and executioner. As it is, he is saved by the narrowest of melodramatic margins—and by one of the most familiar. But that may be for the best. Too much logic might have destroyed the film. The drama has been played as interestingly as it deserves. Charles Vanel as de Vetheuil is a model hound of destiny, driven relentlessly by his conscience, tortured by an unreasoning—yet psychologically natural—sense of guilt. Jules Berry plays the blackmailer, Sarrou, with the proper degree of rascality, and there are admirable portrayals of the wife by Tania Fedor, the mistress by Suzy Prim, the attorneys by Boverio and Jean Tissier and the German physician by some, alas, unidentified player.“